# Terapia insulinica
Per il diabete mellito di tipo 1, o di tipo 2 con produzione di insulina assente o molto scarsa, la terapia convenzionale consiste nelle iniezioni di insulina e contemporaneamente in opportuni cambiamenti nella dieta. Grazie a questa terapia e ad un corretto stile di vita la maggior parte dei pazienti riesce a condurre una vita normale e a prevenire l'insorgenza delle complicazioni a lungo termine della malattia.
La dieta prevede la distribuzione dei pasti lungo l'arco della giornata in modo tale che l'apporto di insulina non venga superato dalla quantità di glucosio; la somministrazione dell'ormone avviene con una iniezione sottocutanea: per evitare infatti un assorbimento troppo rapido con possibili ipoglicemie l'insulina non va iniettata direttamente in circolo.
La sede di iniezione deve variare per prevenire un ridotto assorbimento e danni ai tessuti.
Esistono due diverse tipologie di trattamento possibili: quello tradizionale e quello intensivo.

## Trattamento convenzionale
Consiste in una o più somministrazioni giornaliere di insulina opportunamente calibrate in base allo studio del profilo glicemico lungo l'arco di una giornata tipo del paziente. Questo tipo di cura vincola il paziente a uno stile di vita molto rigido e difficilmente porta ad un controllo glicemico soddisfacente.

## Trattamento intensivo o flessibile
È basato su un numero giornaliero variabile di rilevazioni della glicemia e di somministrazioni di insulina con dosaggi calibrati sulla quantità di cibo assunta e sull'attività fisica svolta. 
Le rilevazioni della glicemia vengono effettuate con dei piccoli strumenti portatili che analizzano una goccia di sangue.
Questa terapia richiede grande consapevolezza da parte del paziente e necessità di accorgimenti che evitino attacchi di ipoglicemia ma ha il vantaggio di prevenire l'insorgenza delle complicanze del diabete.